# Chaetodon kleinii
Chaetodon kleinii е вид бодлоперка от семейство Chaetodontidae. Видът не е застрашен от изчезване.

## Разпространение и местообитание
Разпространен е в Австралия, Американска Самоа, Вануату, Виетнам, Гуам, Индия (Андамански и Никобарски острови), Индонезия, Кения, Кирибати, Китай, Кокосови острови, Коморски острови, Мавриций, Мадагаскар, Майот, Малайзия, Малдиви, Маршалови острови, Мианмар, Микронезия, Мозамбик, Науру, Нова Каледония, Остров Рождество, Палау, Папуа Нова Гвинея, Провинции в КНР, Реюнион, Самоа, САЩ (Хавайски острови), Северни Мариански острови, Сейшели, Сингапур, Соломонови острови, Сомалия, Тайван, Тайланд, Танзания, Токелау, Тонга, Тувалу, Уолис и Футуна, Фиджи, Филипини, Френска Полинезия, Шри Ланка, Южна Африка, Южна Корея и Япония.
Обитава крайбрежията и пясъчните и скалисти дъна на океани, морета, лагуни и рифове в райони с тропически климат. Среща се на дълбочина от 0,2 до 100 m, при температура на водата от 22,5 до 29,2 °C и соленост 33,8 – 35,4 ‰.

## Описание
На дължина достигат до 15 cm.
Популацията на вида е стабилна.